# Paliochóra (Argolide)
 (juin 2025).
Paliochóra (grec moderne : Παληοχώρα) est une localité située dans le dème des Naupliens, dans le district régional d'Argolide, dans la périphérie du Péloponnèse, en Grèce.
Selon le recensement de 2021, elle compte 25 habitants.